# Jaromír John
Jaromír John, vlastním jménem Bohumil Markalous (16. dubna 1882 Klatovy – 24. dubna 1952 Jaroměř) byl český spisovatel, novinář, středoškolský a vysokoškolský učitel, výtvarný estetik, výchovný pracovník a výtvarný kritik.

## Život
Bohumil Markalous se narodil v Klatovech, gymnázium absolvoval v Chrudimi (roku 1900), kde byl jeho otec Václav Markalous profesorem (pocházel z Jesenčan). Chtěl se stát středoškolským učitelem a přihlásil se na pražskou Univerzitu, kde studoval pedagogiku, psychologii a především přírodní vědy. Navštěvoval také přednášky z filosofie, estetiky, dějin umění, lékařství a dalších oborů. Po úspěšném ukončení absolvoval dva semestry na Univerzitě v Innsbrucku (1907). Pražské studium ukončil v roce 1905, v tomtéž roce se oženil s Giselou Hrbenskou, která pocházela z Kolína z židovské lékařské rodiny, a stal se suplujícím učitelem na obchodní škole v Praze. O rok později se manželům narodil syn Evžen (1906–1971), fotograf a psychiatr, ve dvacátých letech brněnský Devítisilák (člen tamějšího Devětsilu). Státní zkoušky z přírodopisu složil Markalous v roce 1907 a začal učit na obchodní škole a gymnáziu v Kolíně.
Markalous se otázkou estetické výchovy začíná zabývat v roce 1909–1910, kdy se stal na kratší dobu učitelem na dívčím reálném gymnáziu v Hradci Králové. V roce 1909 vydává první článek „Estetická výchova na školách obchodních“, následně v roce 1911 stať „O dětských hrách a hračkách“.
V únoru 1915 narukoval do první světové války na balkánskou frontu. Roku 1916 dostal v Albánii úplavici a dočasně ochrnul na dolní končetiny. Roku 1917 obhájil na FF UKF v Praze rigorózní práci: Timologie a kritika filosofie normativní se zvláštním zřetelem k estetice.
Roku 1919 se stal redaktorem Lidových novin. Podnikl řadu cest do Rakouska a Německa (mj. Bauhaus). Roku 1922 byl na ročním pobytu v Paříži a navštěvoval přednášky Viktora Basche a Charlese Lalo. Roku 1924 byl jmenován důstojníkem Académie des beaux-arts (Akademie krásných umění) v Paříži.
V letech 1923–1927 externě přednášel dějiny umění na brněnské technice. Roku 1924 se zde habilitoval a do roku 1928 působil jako docent dějin umění. Roku 1924 založil v nakladatelství Orbis knižnici Ars jako sbírku vědeckých rozprav o umění a řídil ji do roku 1948. Působil jako dlouholetý šéfredaktor časopisu Pestrý týden (1928–1934) a jako redaktor v měsíčníku Bytová kultura. Dále pracoval v tiskovém odboru vlády. Roku 1931 založil v Praze Galerii Evropa.
Od roku 1943 žil s Helenou Šmahelovou. Od roku 1946 získal místo profesora estetiky na znovu obnovené Filozofické fakultě Univerzity Palackého v Olomouci, kam se přestěhoval i se svojí družkou Helenou Šmahelovou. Působil i na JAMU v Brně.
Zemřel roku 1952 a je pohřben na hřbitově v Pardubičkách, části Pardubic. V roce 2020 byl na jeho hrobě historický náhrobek nahrazen soudobým.

## Dílo
Jeho tvorba byla ovlivněna časopisem Moderní revue. Zpočátku psal drobné povídky, později romány a novely.
- Listy z vojny, jež jsem psal synovi – 1917
- U táborového ohně – 1917
- Humoresky – 1918
- Tabatěrka (Povídky o lásce) – 1922, vydáno s obálkou Josefa Čapka
- Večery na slamníku – 1920, rozšířeno a přepracováno 1930, nejznámější sbírka povídek. Představují válku, ale z trochu jiné stránky: z nemocnic, z dobrovolných škol, … Vyprávějí s humorem o nepříjemných stránkách války a proměně lidských citů ve vypjatých situacích.
- Topičovo australské dobrodružství – 1939
- Vojáček Hubáček – 1939
- Rady snoubencům udílené strýcem Romualdem – 1940, míněno napůl vážně a napůl ironicky. Rady jak se mají muž a žena chovat v manželství.
- Moudrý Engelbert – 1940 vývoj panského lesníka, který předčasně poznal sex, parodie kalendářových povídek.
- Dořini milenci a jiné kratochvíle – 1942, pět povídkových příběhů
- Eskamotér Josef – 1946, román o skláři, který se v době hospodářské krize pokusil podvodně vystupovat jako eskamotér, aby uživil rodinu. Paralela s biblickým Jobem.
- Pampovánek – 1948, přepracováno 1949, rozsáhlý román, parodie bildungsromanu, o náboženském blouznivci, mentálně retardovaném Emanuelu Zletákovi. Velkolepá perzifláž estetiky katolicismu, využívající intertextové odkazy na triviální texty s náboženskou tematikou.
- Stará láska
- Šibalství svršků
- Kapitán Sekvenc – 1944
- Nový Démokritos (Laškovné definice a Nový Démokritos) – 1986, posmrtné vydání aforismů
- Estet – nedokončen

### Odborná literatura
- O dětských hrách a hračkách, Hradec Králové 1911
- Co je umělecké dílo a čím nám býti má, Hradec Králové 1914
- Estetická výchova na školách obchodních
- Eidický princip u T. G. Masaryka, Praha 1934
- Co je umění? Abeceda umění, Praha 1938
- Estetika praktického života, Odeon Praha 1989 (ed. R. Chadraba, M. Krulichová, M. Vinařová)

### Pro děti
- Rajský ostrov – 1938, líčení budování Národního divadla a doby s tím spojené. Nejedná se o historická fakta, ale velice přitažlivou formou napsané vzpomínky z dětství očima dospívajícího kluka.
- Příběhy Dona Quijota – 1941, upravení slavného Cervantesova díla.

## Galerie

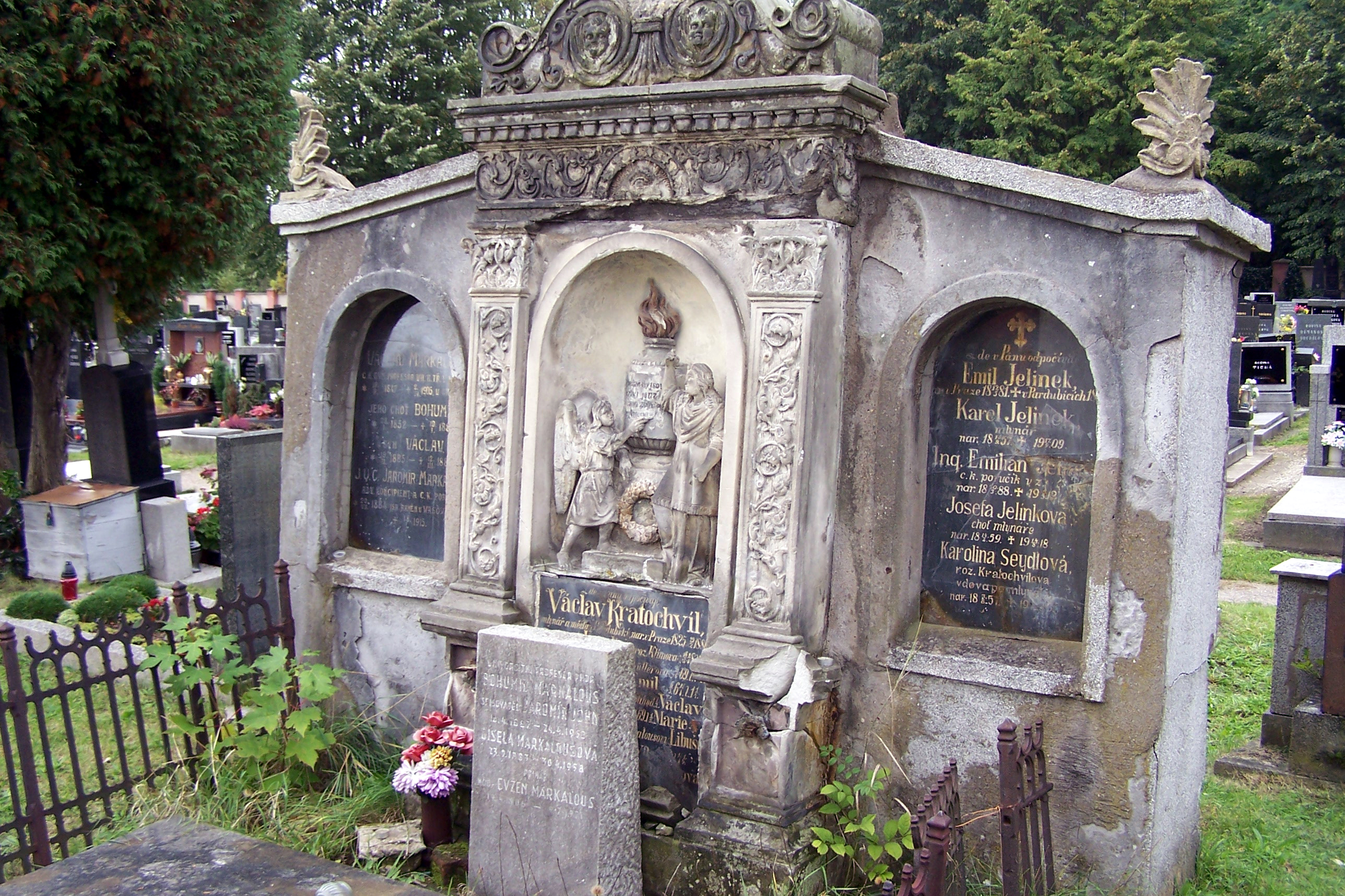
Náhrobek rodiny Markalousovy, hřbitov u kostela svatého Jiljí v Pardubičkách.
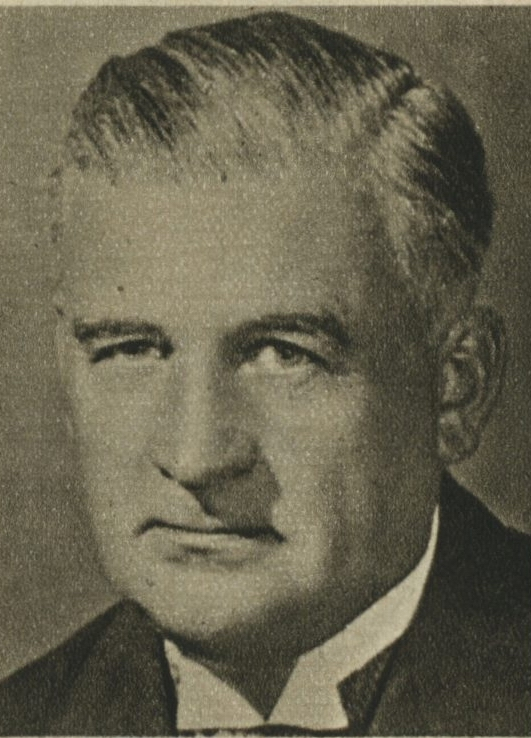
Jaromír John, český spisovatel, 1941